# Неизвестный (фильм, 2011)
«Неизве́стный» (англ. Unknown) — триллер режиссёра Жауме Кольет-Серра, основанный на романе Дидье ван Ковелера «Вне себя» 2003 года. Международная премьера фильма состоялась во внеконкурсной программе 61-го Берлинского кинофестиваля.

## Сюжет
Некий доктор Мартин Харрис, прибывший в Берлин на международный конгресс по биотехнологиям, во время поездки на такси попадает в аварию, падает в воду и после травмы на несколько дней впадает в кому.
После пробуждения оказывается, что он частично утратил память, а все документы потеряны. Вернувшись в отель, доктор Харрис обнаруживает, что его личность необъяснимо присвоена другим человеком. Вместе с незнакомцем находится и жена Харриса, которую он помнит, но она отказывается узнавать Мартина. Более того, Харрис, судя по всему, сильно мешает кому-то: на его жизнь несколько раз покушаются.
Пытаясь разобраться в случившемся, Харрис обращается к водителю такси Джине (нелегальная эмигрантка из Боснии, чью семью убили наемники) и бывшему агенту Штази и постепенно восстанавливает детали случившегося. Доктору необходимо найти кого-нибудь, кто может подтвердить его личность в незнакомой стране. Он едет в аэропорт, где, с трудом вспомнив пароль, забирает чемодан со своими документами и прощается с Джиной. Затем Мартин встречает старого коллегу профессора Коула. Попрощавшись с Харрисом, Джина успевает увидеть, как Коул похищает Мартина. Она угоняет такси и тайно преследует их.
Коул привозит Мартина на парковку и объясняет, что тот — вовсе не доктор-биохимик, а профессиональный убийца, который должен был во время конгресса ликвидировать профессора Бресслера. Исследования учёного, который вывел новый революционный сорт злака, могли нанести финансовый ущерб корпорациям, действующим на рынке продуктов питания. Коул руководит операцией по ликвидации, а «доктор Харрис» должен был быть основным исполнителем. Коул объясняет Мартину, что из-за аварии и комы его были вынуждены в пожарном порядке заменить «дублёром». Блестяще вызубренная при подготовке легенда учёного в результате травмы затмила в памяти агента его истинную личность, поэтому Мартин и принял нового ликвидатора за мошенника, присвоившего его биографию.
Между тем покушение на профессора Бресслера никто не отменял. При помощи Джины раскаявшемуся «Мартину» удаётся избавиться от преследователей и предотвратить покушение, которое он сам же и планировал несколько месяцев назад.
Джина и Мартин с новыми поддельными паспортами покидают Берлин, чтобы начать новую жизнь.

## В ролях
- Лиам Нисон — доктор Мартин Харрис
- Диана Крюгер — Джина
- Дженьюэри Джонс — Элизабет Харрис, жена Мартина
- Эйдан Куинн — Мартин Харрис, самозванец
- Бруно Ганц — Юрген, частный детектив, бывший агент «Штази»
- Фрэнк Ланджелла — Родни Коул
- Себастьян Кох — профессор Бресслер
- Оливье Шнайдер — Смит
- Стипе Эрцег — Джонс
- Райнер Бок — господин Штраус, начальник службы безопасности отеля
- Мидо Хамада — Принц Шада
- Клинт Дайер — Бико, друг Джины
- Карл Марковиц — доктор Фардж
- Ева Лёбау — медсестра Гретхен

## Производство
Основные съёмки проходили в начале февраля 2010 года в Берлине, Германия, и на киностудии «Бабельсберг». Мост, с которого падает такси, — это Обербаумбрюкке. Для съёмок автомобильной погони на несколько ночей перекрыли улицу Фридрихштрассе.
Часть съёмок проходила в отеле «Адлон». Также в качестве съёмочных площадок были выбраны: Новая национальная галерея, Центральный вокзал Берлина, вокзал Фридрихштрассе, Парижская площадь в Берлине, Музейный остров, Ораниенбургер-штрассе и аэропорт Лейпциг/Галле.
По словам Эндрю Роны, бюджет фильма составил 40 миллионов долларов. Американская компания Джоэла Сильвера «Dark Castle Entertainment» выделила 30 млн долларов на его производство. Государственные кинофонды Германии поддержали производство, выделив 4,65 млн евро (более 6 млн долларов).

## Релиз
Мировая премьера фильма состоялась 18 февраля 2011 года.
«Неизвестный» собрал в мировом прокате 135,7 млн $ при бюджете в 40 млн $. В первую же неделю проката фильм занял первое место по кассовым сборам, собрав 30,4 млн долларов.

## Критика
На сайте Rotten Tomatoes рейтинг «свежести» фильма составляет 56 % со средним рейтингом 5,8/10 на основе 201 отзывов, из которых 113 — положительные, а оставшиеся 88 — отрицательные. Консенсус веб-сайта гласит: «Лиам Нисон значительно повышает градус повествования, но „Неизвестный“ в конечном счёте слишком вторичен — и неправдоподобен — чтобы воспользоваться своей интригующей завязкой». Metacritic дал 56 балла из 100, основанных на 38 отзывах, что указывает на «смешанные или средние» отзывы.
Энн Хорнадэй из The Washington Post поставила фильму оценку 3 из 4 и написала: «До тех пор, пока зрители приходят на „Неизвестный“ без оглядки на правдоподобность, эта красивая, динамичная постановка дарит свою долю острых, чувственных удовольствий». Джастин Чанг из Variety написал «Несмотря на интригующий сюжет и ярких персонажей второго плана, фильм не предлагает ничего нового в плане эмоциональной глубины и психологической проработки».